# Mosteiro de Santa Maria de La Vid

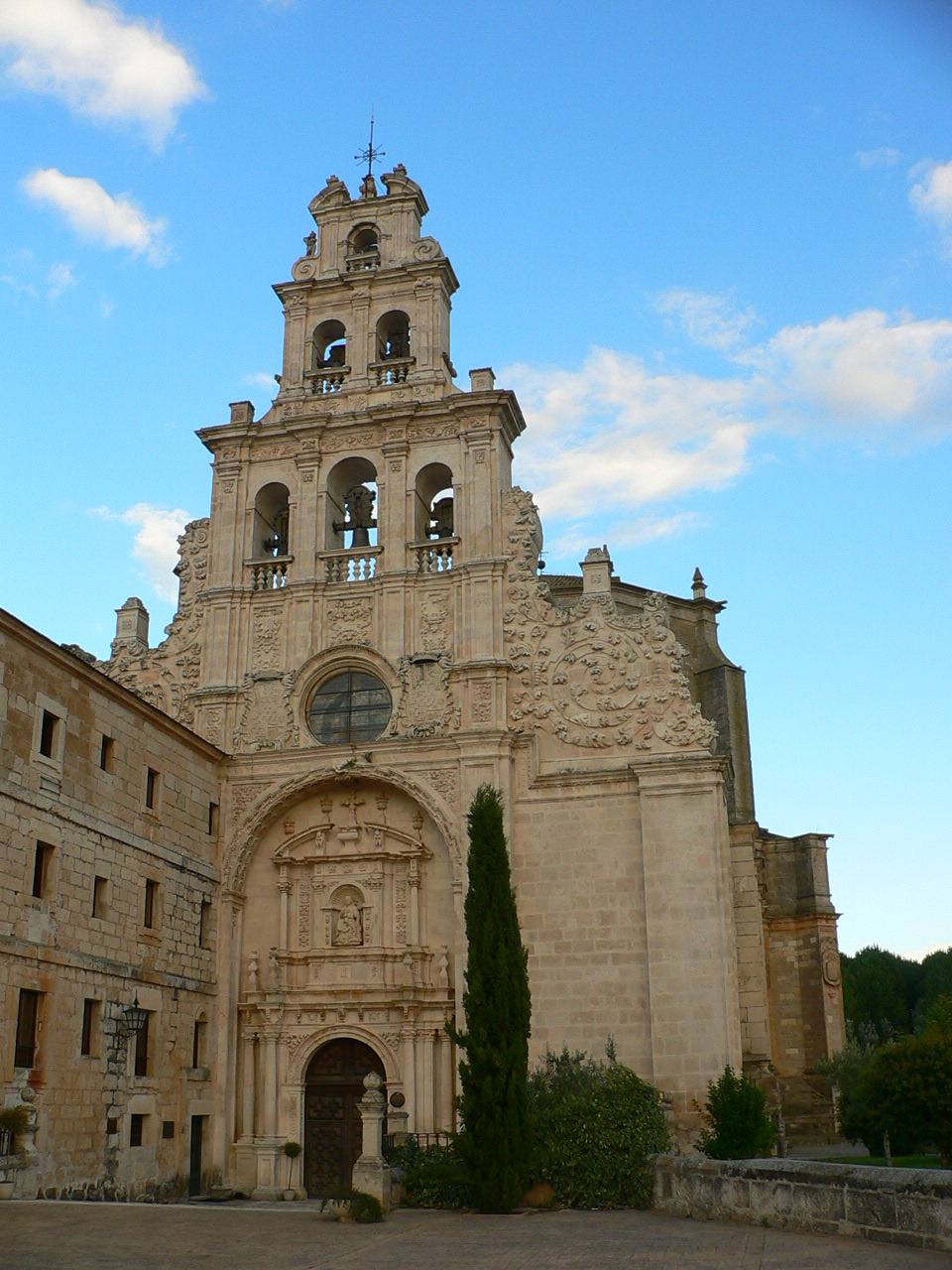
Fachada principal

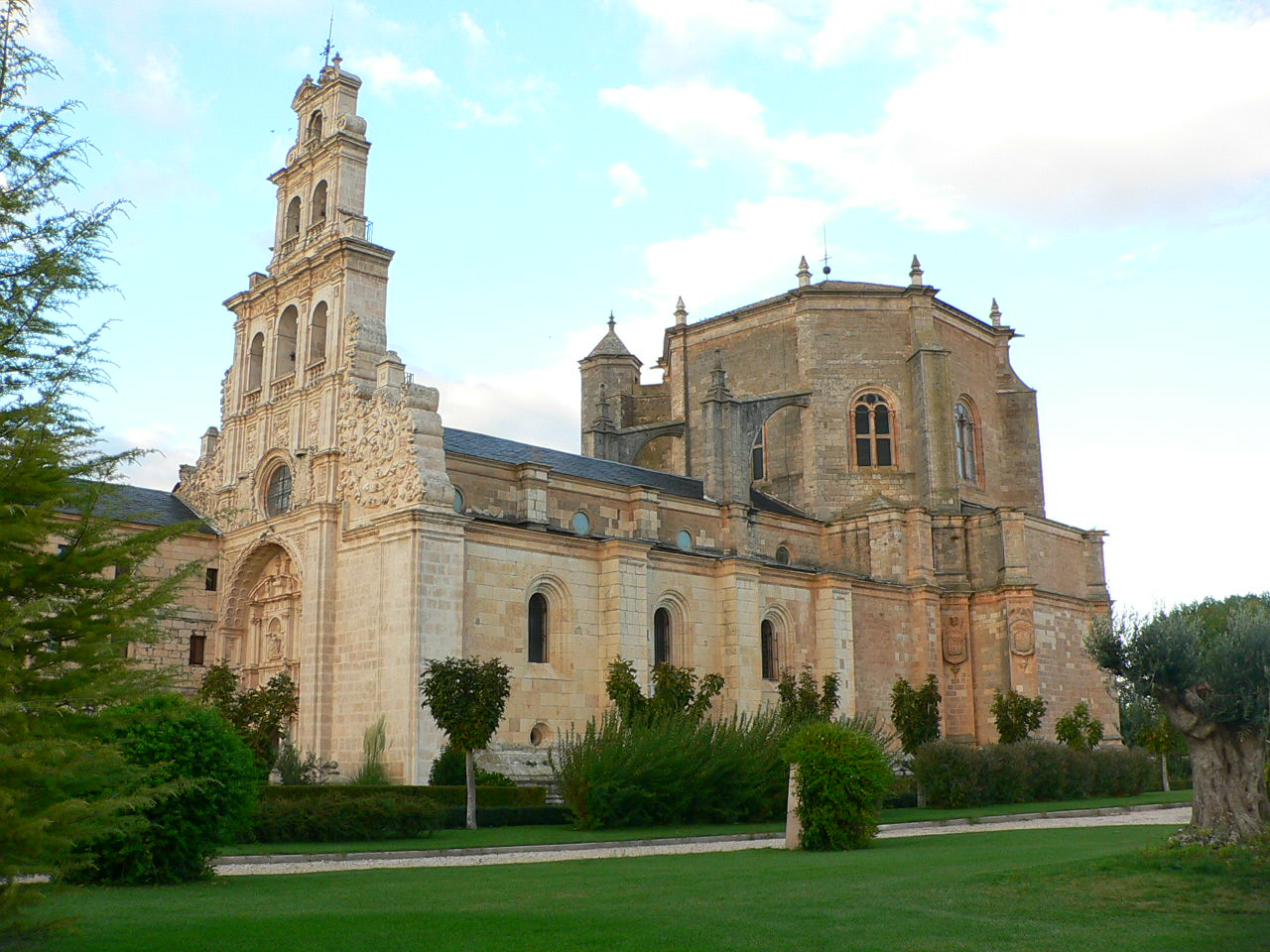
Vista lateral

Santa María de La Vid é um mosteiro no Vale do Douro na Espanha. Está localizada no município de La Vid y Barrios, província de Burgos .
O mosteiro foi fundado em outro lugar, um lugar chamado Montesacro, por volta de 1146 por Domingo Gómez, filho ilegítimo da Rainha Urraca de Leão e Castela e seu amante, o Conde Gómez González de Candespina . Domingo se interessou pela ordem Praemonstratense a partir de uma visita à França, e esta foi a primeira casa Praemonstratense na Espanha.
O mosteiro foi transferido para o local atual em 1152, tendo sido entregue a propriedade de La Vid por Alfonso VII de Leão e Castela, que era o meio-irmão de Domingo Gómez. Foi encerrado na sequência dos confiscos eclesiásticos de Mendizábal na década de 1830. Foi reaberto na década de 1860 pelos agostinianos que ainda o habitam.